# Лопинавир
Лопинавир — антиретровирусный препарат класса ингибиторов протеазы. Он используется против ВИЧ-инфекций в виде комбинации фиксированных доз с другим ингибитором протеазы, ритонавиром (лопинавир/ритонавир).
Препарат был запатентован в 1995 г. и разрешен к применению в медицине в 2000 г..

## Побочные эффекты
Побочные эффекты, взаимодействия и противопоказания были оценены только в комбинации препаратов лопинавир/ритонавир.

## Фармакология
Лопинавир сильно связывается с белками плазмы (98-99 %).
Сообщения о проникновении лопинавира в спинномозговую жидкость (CSF) противоречивы. В отдельных сообщениях говорится, что лопинавир не может быть обнаружен в спинномозговой жидкости; однако исследование парных образцов CSF и плазмы от 26 пациентов, получавших лопинавир/ритонавир, показало, что уровни лопинавира в CSF выше IC50 в 77 % образцов.

## Исследования
Исследование 2014 года показало, что лопинавир эффективен против вируса папилломы человека (ВПЧ). В 2020 году было обнаружено, что лопинавир/ритонавир не работают при тяжелой форме COVID-19. В данном исследовании прием лекарства обычно начинался примерно через 13 дней после появления симптомов. Было обнаружено, что Лопинавир ингибирует репликацию MERS-CoV в низкомикромолярном диапазоне в клеточных культурах.
Согласно предварительным промежуточным результатам исследования «Солидарность», которые были представлены в октябре 2020 года, у 2062 пациентов не было выявлено значительной пользы от лопинавира или комбинации лопинавира и интерферона. В июне 2020 года они были исключены из продолжающегося исследования, в котором изучалось эффективность различных лекарств.